# Jennifer Barton
Pour les articles homonymes, voir Barton.
Jennifer Kehlet Barton est une ingénieure biomédicale et universitaire américaine. Elle est professeure à l'université de l'Arizona et directrice du BIO5 Institute rattaché à cette université. Barton développe des techniques optiques pour la détection et le traitement du cancer.

## Formation
Jennifer Barton a obtenu son diplôme de génie électrique à l'université du Texas à Austin et son master à l'université de Californie à Irvine. Elle travaille comme ingénieure de 1988 à 1994 pour la société McDonnell Douglas, une organisation d'ingénierie aérospatiale qui deviendra plus tard Boeing. Elle reprend ses études et soutient en 1998 une thèse de doctorat en génie biomédical à l'université du Texas à Austin, intitulée « Predicting dosimetry for laser coagulation of in vivo cutaneous blood vessels ».

## Recherche et carrière
Jennifer Barton est assistante (1998-2003) puis professeure agrégée (2003-2009) et professeure depuis 2009 à l'Université de l'Arizona,. Elle a étudié diverses techniques d'imagerie pour le diagnostic et le traitement du cancer, notamment la tomographie en cohérence optique et la spectroscopie de fluorescence. Barton a développé des endoscopes miniatures et intégrés qui combinent les deux modalités d'imagerie, avec un accent particulier sur l'identification des biomarqueurs qui sous-tendent le cancer de l'ovaire,,. À l'époque, le dépistage du cancer de l'ovaire comprenait des échographies pelviennes et des tests sanguins pour le CA 125, mais aucune de ces techniques n'améliore les résultats pour les personnes atteintes d'un cancer de l'ovaire. 
En 2018, Barton est nommée directrice de l'Institut BIO5 de l'université d'Arizona, après avoir été directrice adjointe puis directrice par intérim. L'institut accueille des scientifiques de diverses disciplines, dont l'agriculture et la pharmacie.

## Honneurs et distinctions
En 1997 elle est récipiendaire de la  bourse D. J. Lovell de la Society of Photo-Optical Instrumentation Engineers (SPIE).
En 2008 elle est élue fellow de la SPIE, puis en 2009 fellow de l'American Institute for Medical and Biological Engineering (en) et en 2011  fellow Da Vinci de l'Université de l'Arizona.
En 2012 elle est nommée AZBio Michael A. Cusanovich Biosciences Educator of the Year Award puis en 2016 elle est lauréate du prix du président de la SPIE.

## Publications (sélection)
- (en) Christopher Loo, Alex Lin, Leon Hirsch, Min-Ho Lee, Jennifer Barton, Naomi Halas, Jennifer West et Rebekah Drezek, « Nanoshell-enabled photonics-based imaging and therapy of cancer », Technology in Cancer Research and Treatment, SAGE Publications, vol. 3, no 1,‎ 1er février 2004, p. 33-40 (ISSN 1533-0346 et 1533-0338, PMID 14750891, DOI 10.1177/153303460400300104).
- (en) Izatt JA, Kulkarni MD, Yazdanfar S, Barton JK et Welch AJ, « In vivo bidirectional color Doppler flow imaging of picoliter blood volumes using optical coherence tomography », Optics Letters, Optica, vol. 22, no 18,‎ 1er septembre 1997, p. 1439-1441 (ISSN 0146-9592, 1539-4794, 1071-2763 et 1071-8842, OCLC 3058079, PMID 18188263, DOI 10.1364/OL.22.001439).
- (en) Kristi A Hansen, Jeffrey A Weiss et Jennifer K Barton, « Recruitment of tendon crimp with applied tensile strain », Journal of Biomechanical Engineering, vol. 124, no 1,‎ 1er février 2002, p. 72-77 (ISSN 0148-0731 et 1528-8951, PMID 11871607, DOI 10.1115/1.1427698).